# Alexei Wjatscheslawowitsch Solowjow
Alexei Wjatscheslawowitsch Solowjow (russisch Алексей Вячеславович Соловьев, englisch: Alexey V. Solovyev, * 14. September 1984 in Uljanowsk) ist ein russischer Lepidopterologe.

## Leben
Nach dem Abitur im Jahr 2000 begann Solowjow ein Studium an der Fakultät für Biologie und Chemie der Staatlichen Pädagogische Universität Uljanowsk, das er im Jahr 2005 mit einer Diplomarbeit über die embryonale und postembryonale Entwicklung von Krebstieren (Crustacea) abschloss. Während seines Studiums interessierte er sich verstärkt für die Lepidopterologie.
Unter der Leitung von Wadim Wiktorowitsch Solotuchin (1967–2021) betrieb er ab 2003 wissenschaftliche Studien über die Schneckenspinner (Limacodidae) der Paläarktis und Südostasiens.
Von September 2005 bis Dezember 2007 war er Student an der Abteilung für Entomologie der Staatlichen Universität Sankt Petersburg, wo er sich besonders mit der Familie Limacodidae der paläarktischen und indo-malayischen Regionen beschäftigte. In seiner Magisterarbeit befasste er sich mit der Revision der Gattungs- und Artkomplexe der Schneckenspinner (Lepidoptera, Zygaenoidea) in Südostasien.
Von 2007 bis 2011 war er Aspirant an der zoologischen Abteilung der Staatlichen Pädagogischen Universität Uljanowsk. Im Februar 2011 wurde er mit der Dissertation Таксономический состав и филогенетические взаимоотношения слизневидок рода Parasa Auct (Taxonomy and phylogeny of limacodids of the genus Parasa auct. (Lepidoptera, Limacodidae)) zum Kandidaten der Wissenschaften an der Staatlichen Universität Sankt Petersburg promoviert.
Seit 2011 ist er Dozent an der Staatlichen Pädagogischen Universität Uljanowsk.
Solowjow unternahm sechs Exkursionen in die mittlere Wolgaregion (2004, 2005, 2008, 2009), zwei Expeditionen in den Fernen Osten Russlands (2005, 2006), eine Expedition auf die Malaiische Halbinsel (2006) und drei Expeditionen nach Vietnam (2008, 2009, 2011).
Solowjow beschrieb rund 35 neue Schneckenspinnerarten.

## Dedikationsnamen
Im Jahr 2013 wurde die vietnamesische Nachtfalterart Poliosia solovyevi aus der Familie Erebidae nach Alexei Solowjow benannt.